# Ханс Хас
Ханс Хайнрих Ромулус Хас (на немски: Hans Hass) е австрийски водолаз, зоолог, океанограф, еколог, режисьор на първите документални филми под вода, автор на произведения в жанра документална литература на тема подводни изследвания.

## Биография и творчество
Хас е роден в семейството на Ханс и Мета Хас във Виена, Австрия на 23 януари 1919 г. Баща му е адвокат. Завършва през 1937 г. частната гимназия „Терезианум“ във Виена, която формира интереса му към морската биология. След дипломирането си пътува до Френската Ривиера за подводен лов и подводна фотография.
Първоначално работи в областта на законодателството, но след среща с американския водолаз Гай Гелпатрик през 1938 г. на Ривиерата се запалва по подводничарството и подводните снимки. През 1938-1939 г. заедно с приятелите си Алфред фон Урзиан и Йорг Бьолер организира пътуване до Кюрасао и Бонер. Там заснема първия си филм. През 1939 г. е издадена първата му книга за пътуването. Конструира първата подводна камера, която представлява стандартна камера, поставена във водонепроницаем корпус.
Поради заболяване на краката, синдром на Рейно, не е мобилизиран във Вермахта през Втората световна война. През 1940 г. се насочва към зоологията, мести се в Берлин.
По време на войната продължава изследванията си в Егейско море, първият му филм е представен през 1942 г. Същата година пръв използва водолазно устройство, което работи на кислородна основа.
Получава докторска степен от Хумболтовия университет на Берлин с дисертация върху ектопроктите през 1944 г.
Живее в Бабелсберг и там завършва втория си филм „Мъжете сред акулите“, който е представен през 1947 г. Жени се през 1945 г. за актрисата Ханелоре Шрот, с която имат син Ханс Хас младши (1946-2009).
След войната изследователският му ветроходен кораб е конфискуван и той се обръща към антропологията и еволюционната биология. След развода си през 1950 г. се жени за Лоте Байер, която е експерт водолаз. Имат дъщеря Мета Хас (1957-2015).
През 1950 г. заради данъчни облекчения се премества в Лихтенщайн и основава на 29 ноември 1950 г. във Вадуц Международен институт за подводни изследвания (IISF). Става по-късно основател и президент на PEN-клуб Лихтенщайн.
С помощта на Би Би Си купува друг кораб и прави филми за Червено море. През 1951 г. за филма си „Приключение в Червено море“ получава награда от филмовия фестивал във Венеция. Прави много филми и е автор на много книги за изследванията си в моретата и океаните край Източна Африка и Южна Азия, популяризирайки красотата и живота на кораловите рифове, морските създания и акулите.
В периода 1963-1966 г. прави изследвания за поведението на организмите и въз основа на тях разработва собствена теория, наречена „Енергон“, която е нов поглед към света, мястото на човека в него и общите черти на еволюцията. В основата ѝ заляга концепцията, че за развитието на организмите и за икономиката и бизнес проектите е необходимо балансиране на енергията. Теорията не е приета в академичните среди.
През 1970-те години се занимава с екологични и икономически въпроси, посвещава се на опазването на околната среда и пренаселеността на Земята през 1989 г.
През 2002 г. на него е именувана награда на Историческото водолазно дружество. Ханс Хас умира във Виена на 16 юни 2013 г.

## Произведения
- Jagd unter Wasser mit Harpune und Kamera (1939)
- Unter Korallen und Haien (1941)
- Fotojagd am Meeresgrund (1942)
- Drei Jäger auf dem Meeresgrund (1947)
- Menschen und Haie (1949)
- Manta, Teufel im roten Meer (1952)
- Ich fotografierte in den 7 Meeren (1954)
- Wir kommen aus dem Meer (1957)
Ние идваме от морето, Държавно издателство Варна (1966), прев. Розалия Вълчанова, Николай Йовчев
- Fische und Korallen (1958)
- Expedition ins Unbekannte (1961)
Експедиция към неизвестното, изд.„Георги Бакалов“, Варна (1969), прев. Борис Ганчев
- Wir Menschen. Das Geheimnis unseres Verhaltens (1968)
- Energon. Das verborgene Gemeinsame (1970)
- In unberührte Tiefen. Die Bezwingung der tropischen Meere (1971)
- Vorstoß in die Tiefe. Ein Magazin über Abenteuer bei der Erforschung der Meere (1972)
- Welt unter Wasser. Der abenteuerliche Vorstoß des Menschen ins Meer (1973)
Светът под водата, изд.„Георги Бакалов“, Варна (1981), прев. Розалия Вълчанова, Николай Йовчев
- Eroberung der Tiefe. Das Meer – seine Geheimnisse, seine Gefahren, seine Erforschung (1976)
- Der Hans-Hass-Tauchführer. Das Mittelmeer. Ein Ratgeber für Sporttaucher und Schnorchler (1976)
- Der Hai. Legende eines Mörders (1977)
- Zusammen mit Horst Lange-ProlliusDie Schöpfung geht weiter. Station Mensch im Strom des Lebens (1978)
- Wie der Fisch zum Menschen wurde. Die faszinierende Entwicklungsgeschichte unseres Körpers (1979)
- Im Roten Meer. Wiederkehr nach 30 Jahren (1980)
- Stadt und Lebensqualität (1985)
- Abenteuer unter Wasser. Meine Erlebnisse und Forschungen im Meer (1986)
- Der Ball und die Rose (1987)
- Der Hai im Management. Instinkte erkennen und kontrollieren (1988)
- Vorstoß in unbekannte Meere (1991)
- Die Hyperzeller. Das neue Menschenbild der Evolution (1994)
- Aus der Pionierzeit des Tauchens. In unberührte Tiefen (1996)
- Erinnerungen und Abenteuer (2004)
- Lebe deinen Traum (2005)
- Aufbruch in eine neue Welt (2016) – посмъртно

### Филмография
- 1942: Pirsch unter Wasser
- 1947: Menschen unter Haien
- 1951: Abenteuer im Roten Meer
- 1954: Unternehmen Xarifa
- 1956: Diving to Adventure
- 1958–1962: Expedition ins Unbekannte
- 1966: Wir Menschen
- 1971: Das Geheimnis der Cheviot Bay
- 1971: Unsere Reise mit Kapitän Cook
- 1972: Die verzauberten Inseln
- 1972: Die Pirateninsel
- 1972: Die Teufelsinsel
- 1974: Schüsse in der Tiefe
- 1974: Das Wrack der Toten
- 1976: Wohnen im Meer
- 1977: Rausch ohne Drogen
- 1977: Fisch unter Fischen
- 1979: Tauchen nach Geld
- 1980: Das Monstrum
- 1983: Ein Herr und sein Hund
- 1983: Komm ins Meer!
- 1984: Das verwandelte Paradies
- 1985: Meine Abenteuer und Forschungen im Meer

### Книги за Ханс Хас
- Hans Hass (1994) – от Михаел Юнг